# Súper 4 2020
El Súper 4 de 2020 fue la primera edición del torneo de asociaciones de rugby de Chile.
Se disputó desde el 6 de diciembre y finalizó el 20 de diciembre.
Oficialmente se llamó Red de alimentos - Súper 4 Rugby, debido a que Chile Rugby y Red de Alimentos realizaron una alianza para recaudar fondos para ir en ayuda en las familias más vulnerables del país.

## Historia
Fue la primera edición del torneo continuando con el legado del extinto Torneo Nacional de Asociaciones, la principal diferencia con este último fue que los equipos no representaron a una macro zona o asociación del país, sino que representaron a las recién creadas Academias de Alto Rendimiento.

## Sistema de disputa
El torneo se disputará en formato liga donde cada equipo se enfrentará a los equipos restantes, el equipo que al final del torneo obtenga más puntos se coronará campeón del torneo.
El torneo en cada fecha se disputará en su totalidad en diferentes estadios en formato de burbuja sanitaria con todos los protocolos de bioseguridad correspondientes.

## Clasificación
| Pos. | Equipo       | Encuentros | Encuentros | Encuentros | Encuentros | Tantos | Tantos | Tantos | PB | PB | Puntos |
| Pos. | Equipo       | PJ         | PG         | PE         | PP         | F      | C      | Dif    | BO | BD | Puntos |
| ---- | ------------ | ---------- | ---------- | ---------- | ---------- | ------ | ------ | ------ | -- | -- | ------ |
| 1.º  | Chile Centro | 2          | 2          | 0          | 0          | 67     | 36     | +31    | 1  | 0  | 9      |
| 2.º  | Chile Norte  | 1          | 1          | 0          | 0          | 26     | 25     | +1     | 0  | 0  | 4      |
| 3.º  | Chile Costa  | 2          | 0          | 0          | 2          | 45     | 55     | -10    | 0  | 1  | 1      |
| 4.º  | Chile Sur    | 1          | 0          | 0          | 1          | 16     | 38     | -22    | 0  | 0  | 0      |

|  | Campeón. |

## Resultados

### Primera Fecha
| 6 de diciembre | Chile Centro | 38 - 16 | Chile Sur | Complejo Rugby UC, Las Condes |  |

| 6 de diciembre | Chile Costa | 25 - 26 | Chile Norte | Complejo Rugby UC, Las Condes |  |

### Segunda Fecha
| 12 de diciembre | Chile Costa | Suspendido | Chile Centro | Estadio Elías Figueroa, Valparaíso |  |

| 13 de diciembre | Chile Norte | Suspendido | Chile Sur | Estadio Elías Figueroa, Valparaíso |  |

### Tercera Fecha
| 20 de diciembre | Chile Centro | 29 - 20 | Chile Costa | Estadio Municipal de La Pintana, La Pintana |  |

| 20 de diciembre | Chile Norte | Suspendido | Chile Sur | Estadio Municipal de La Pintana, La Pintana |  |

### Amistosos
| 13 de diciembre | Chile Costa | 22 - 16 | Chile Norte | Estadio Elías Figueroa, Valparaíso |  |